# Mistrzostwa Polski w Biathlonie 1986
20. Mistrzostwa Polski w biathlonie odbyły się w 1986 w Zakopanem. Rozegrano trzy konkurencje, bieg indywidualny mężczyzn na dystansie 20 kilometrów, bieg sprinterski na dystansie 10 kilometrów i sztafetę 4 x 7,5 km. W tej ostatniej konkurencji tytuł mistrzowski pierwszy raz nie trafił do WKS Legia Zakopane, ale do Górnika Wałbrzych.

## Terminarz i medaliści
| Data | Konkurencja                | Złoto                                                                     | Srebro                                                                                      | Brąz                                                                                   |
| 1986 | Bieg indywidualny mężczyzn | Władysław Chyc Mulik WKS Legia Zakopane                                   | Bogdan Taracinski Nafta Krosno                                                              | Tadeusz Bobak WKS Legia Zakopane                                                       |
| 1986 | Bieg sprinterski mężczyzn  | Władysław Grysztar Górnik Iwonicz Zdrój                                   | Jan Ziemianin Turbacz Mszana Dolna                                                          | Jerzy Szyda Górnik Wałbrzych                                                           |
| 1986 | Bieg sztafetowy mężczyzn   | Górnik Wałbrzych Piotr Pluta Jerzy Szyda Leszek Paluch Kazimierz Urbaniak | WKS Legia Zakopane Władysław Chyc Mulik Tadeusz Nędza Kubiniec Józef Michniak Tadeusz Bobak | Orlica Duszniki-Zdrój M. Sadownik Tadeusz Bartosik Bronisław Witek Mieczysław Bodziana |